# مجلة القطيف الثقافية
مجلة القطيف الثقافية هي مجلة سنوية تُعنى بمختلف الفنون الأدبية والثقافية، باحتوائها مجموعة من المقالات والقصائد الشعرية والدراسات النقدية إضافة للقصص واللوحات التشكيلية والأخبار المتنوعة والتغطيات. صدر أول عدد من المجلة سنة 1433هـ. تترأس تحرير المجلة حميدة السنان، ويُشارك فيها عدد من المثقفين والكتاب والفنانين التشكيليين من ضمن مقالاتها.

## معرض صور

علي الدرورة في إحدى غلافات مجلة القطيف الثقافيَّة.
مجموعة من أغلفة مجلات القطيف الثقافية.